# Valdeavellano de Tera
Valdeavellano de Tera est une commune espagnole de la province de Soria en Castille-et-León.